# Bollywood Hollywood
Pour plus de détails, voir Fiche technique et Distribution.
Bollywood Hollywood est un film canadien réalisé par Deepa Mehta, sorti en 2002.

## Synopsis
L'histoire se passe à Toronto, au sein d’une famille aisée d’immigrés indiens. Le fils, Rahul a fait fortune dans les nouvelles technologies de l'information et de la communication et subvient aux besoins de sa famille depuis la mort de son père. Sa mère et sa grand-mère n’apprécient pas sa petite amie, Kimberly, car cette belle blonde n’est pas d’origine indienne. Kimberly meurt accidentellement à la suite d’une funeste séance de lévitation. Rahul est atterré. Pourtant, sa mère le somme de trouver une fiancée indienne pour le mariage de sa sœur Twinky, qu’elle menace d’annuler sinon. Parti soigner sa peine dans un bar, Rahul rencontre la magnifique Sue, une des call-girls les mieux payées de Toronto, qu'il prend pour une escorte espagnole. En désespoir de cause, il l’engage pour jouer le rôle de fiancée durant les fêtes précédant le mariage de sa sœur. Les sentiments s’en mêlent, en même temps que se révèle la véritable identité de cette belle escorte...

## Fiche technique
- Titre : Bollywood Hollywood
- Réalisation : Deepa Mehta
- Scénario : Deepa Mehta
- Musique : Sandeep Chowta
- Photographie : Douglas Koch
- Montage : Barry Farrell
- Décors : Nigel Hutchins
- Production : Camelia Frieberg, Ajay Virmani (producteurs exécutifs)
- Pays d'origine : Canada
- Langues : Hindî, Anglais
- Format : Couleurs - 2,35:1 - DTS / Dolby Digital - 35 mm
- Genre : Romance, comédie dramatique et film musical
- Durée : 105 minutes
- Date de sortie : 2002

## Distribution
Légende : Version Québécoise (V.Q.)
- Rahul Khanna (V.Q. : Patrice Dubois) : Rahul Seth
- Lisa Ray (V.Q. : Christine Bellier) : Sue (Sunita) Singh
- Moushumi Chatterjee (en) (V.Q. : Anne Caron) : Mme Seth, la mère de Rahul
- Dina Pathak (en) (V.Q. : Arlette Sanders) : la grand-mère de Rahul
- Kulbhushan Kharbanda (V.Q. : Jean-Marie Moncelet) : M. Singh, le père de Sunita
- Ranjit Chowdhry (en) (V.Q. : Jacques Lavallée) : Rocky
- Jessica Paré (V.Q. : Camille Cyr-Desmarais) : Kimberly
- Rishma Malik (V.Q. : Isabelle Leyrolles) : Twinky Seth
- Arjun Lombardi-Singh (V.Q. : Frédéric Millaire-Zouvi) : Govind
- Leesa Gaspari (V.Q. : Élise Bertrand) : Lucy

## Analyse
Dans ce film, Deepa Mehta mixe de façon parodique les clichés du cinéma de Bollywood à ceux de la comédie sentimentale hollywoodienne.

## Distinctions
- Bollywood Hollywood a reçu en 2003 le Prix Génie du meilleur scénario original.